# Rudgea crassifolia
Rudgea crassifolia är en måreväxtart som beskrevs av Daniela Cristina Zappi och E.Lucas. Rudgea crassifolia ingår i släktet Rudgea och familjen måreväxter. IUCN kategoriserar arten globalt som sårbar. Inga underarter finns listade i Catalogue of Life.